# 第38屆廣播金鐘獎
第38屆廣播金鐘獎是2003年台灣廣播業界的年度盛事之一，表揚2003年度傑出的台灣廣播人。廣播金鐘獎頒獎典禮於2003年3月28日在台北市中山堂舉行，主持人是李季準、徐薇與蔡燦得。該屆頒獎典禮由東森電視負責進行現場轉播。

## 入圍暨得獎名單
下列之標記為該獎項得獎者。

### 聽眾評審團獎
此為各區聽眾票選，非正式競賽獎項

## 外部連結
- 92年廣播金鐘獎入圍名單 （页面存档备份，存于）.文化部影視及流行音樂產業局.2003-08-22
- 92年廣播金鐘獎得獎名單 （页面存档备份，存于）.文化部影視及流行音樂產業局.2003-08-22